# Praga Super Piccolo
Der Praga Super Piccolo war ein von 1934 bis 1936 gebauter Mittelklassewagen.

## Geschichte
Der Wagen hatte mit dem Praga Piccolo außer einem ähnlichen Namen eigentlich nicht viel gemeinsam. Er entstand wohl aufgrund der Überlegung, dass der Piccolo seit 1928 grundsätzlich eine Vierzylinder-Ausgabe des Sechszylindermodells Praga Alfa war. Als der Praga Alfa einen 2,5-Liter-Motor mit 6 Zylindern von 75 mm Bohrung und 94 mm Hub erhielt, musste der Piccolo einen Vierzylindermotor mit gleichen Maßen und damit einen Hubraum von 1660 cm³ erhalten, war damit aber für einen Kleinwagen eigentlich zu groß. Insgesamt wurden 646 Stück (oder 550 Stück) von 1934 bis 1936 gebaut.
Da die Käuferschaft unter einem Auto mit dem Namen „Piccolo“ eher einen Kleinwagen erwartete, wurde das Fahrzeug 1937 in Lady umbenannt – kurze Zeit darauf erschien ein neuer Praga Piccolo als Kleinwagen mit 1,2 Litern Hubraum.

## Technik
Die Leistung des Super Piccolo betrug (36 PS) (26 kW) bei 3300/min. Der Benzinverbrauch lag bei 11–13 l/100 km. Das Getriebe hatte 3 Vorwärtsgänge und einen Rückwärtsgang. Die Höchstgeschwindigkeit betrug 100–110 km/h. Das Fahrzeug war 4,446 m lang, 1,57 m breit, der Radstand betrug 2,70 m. Es wog leer 700 kg und voll 1030 kg. Es kostete 34.500 bis 45.000 Kronen.